# Władysław Bartkiewicz (polityk)
Władysław Bartkiewicz (ur. 19 listopada 1924 w Rejowcu, zm. 12 lutego 1964) – polski elektryk, poseł na Sejm PRL III kadencji.

## Życiorys
Uzyskał wykształcenie podstawowe. Pracował w zawodzie elektryka w cementowni „Pokój” w Rejowcu Fabrycznym, w której pełnił funkcję przewodniczącego rady zakładowej. Wstąpił do Polskiej Zjednoczonej Partii Robotniczej. W 1961 został wybrany posłem na Sejm PRL w okręgu Chełm, pracował w Komisji Budownictwa i Gospodarki Komunalnej. W trakcie pełnienia mandatu wsparł budowę remizy Ochotniczej Straży Pożarnej w Rejowcu. Zmarł w trakcie kadencji.